# Алманахул Аромънеск
„Алманахул Аромънеск“ (на румънски: Almanahul Aromânesc, в превод Арумънски алманах“) е издание в Букурещ на Обществото на студентите македонорумънци от 1928 година.
Отпечатано е в печатница „Ъндрептаря“ и съдържа 188 страници. Публикува исторически текстове на румънски по румънския национален проблем, както и румънски и армънски филологически изследвания, подписани от Теодор Капидан, Чезар Папакостя, Йон Арджинтяну, М. Маринесту, Константин Константе, Юлиу Валаори, Георге Мурну. Най-значителната част е литературната на армънски език, в която са публикувани творби на Константин Белимаче, Нуши Тулиу, Зику Арая, Николае Бацария, Марку Беза.